# Gaius Cassius Longinus (Konsul 73 v. Chr.)
Gaius Cassius Longinus war ein römischer Politiker der späten Republik.
Im Jahre 73 v. Chr. wurde er zusammen mit Marcus Terentius Varro Lucullus zum Konsul gewählt und bekleidete im darauffolgenden Jahr das Amt des Prokonsuls in der Provinz Gallia Cisalpina. Er beteiligte sich zu dieser Zeit auch an der Niederschlagung des Spartacuskrieges, musste jedoch eine Niederlage gegen die Rebellen beim heutigen Modena hinnehmen.
70 v. Chr. war Cassius Zeuge im Prozess gegen den verbrecherischen ehemaligen Statthalter Gaius Verres. Vier Jahre später gehörte er zu den Unterstützern der lex Manilia, die Gnaeus Pompeius Magnus den Oberbefehl im Krieg gegen Mithridates VI. übertrug.
Gaius Cassius Longinus war der Vater des gleichnamigen Caesarmörders.